# Soldanella austriaca
Soldanella austriaca är en viveväxtart som beskrevs av Friedrich Vierhapper. Soldanella austriaca ingår i släktet alpklockor, och familjen viveväxter. Inga underarter finns listade i Catalogue of Life.

## Bildgalleri

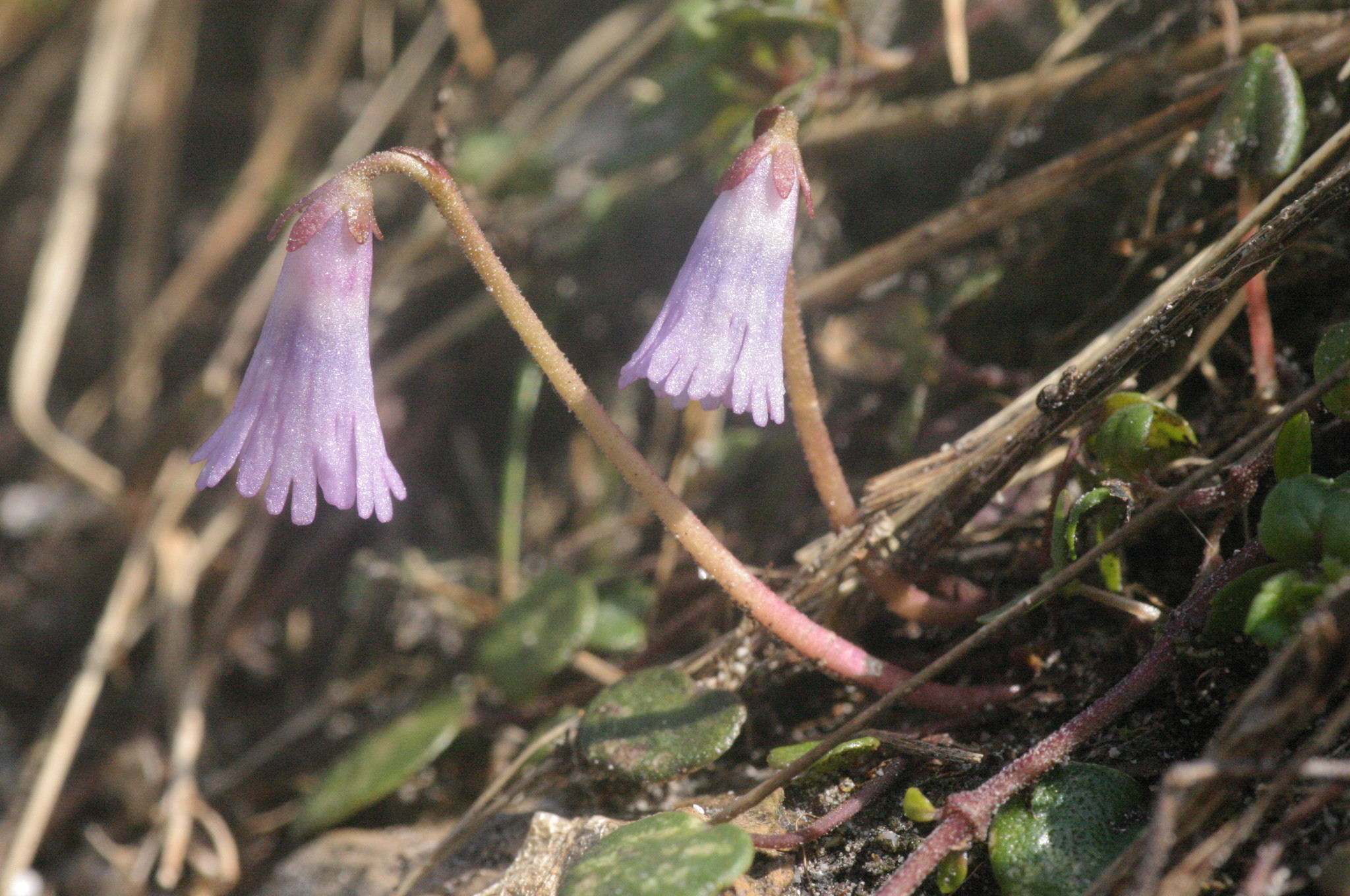
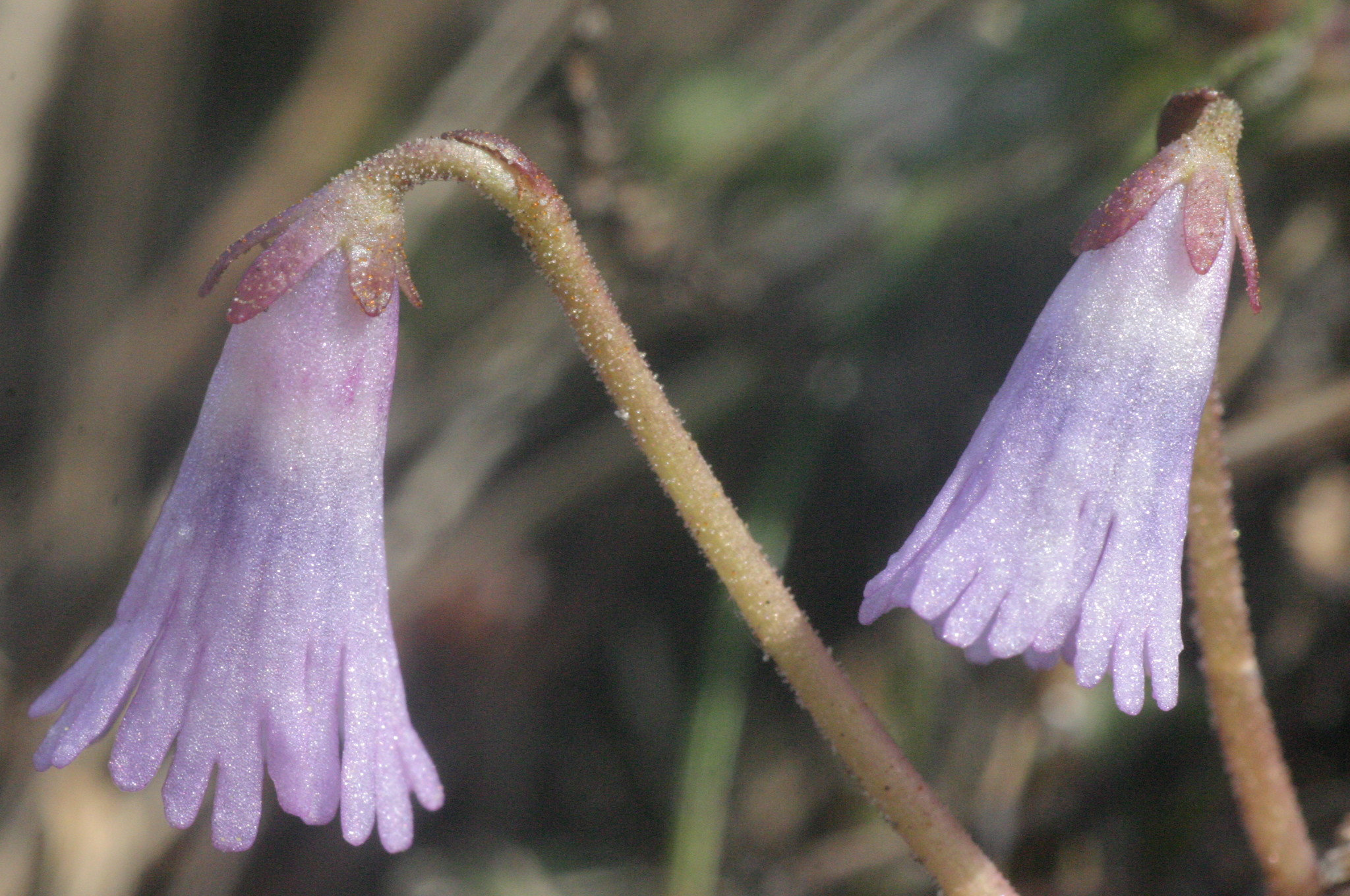
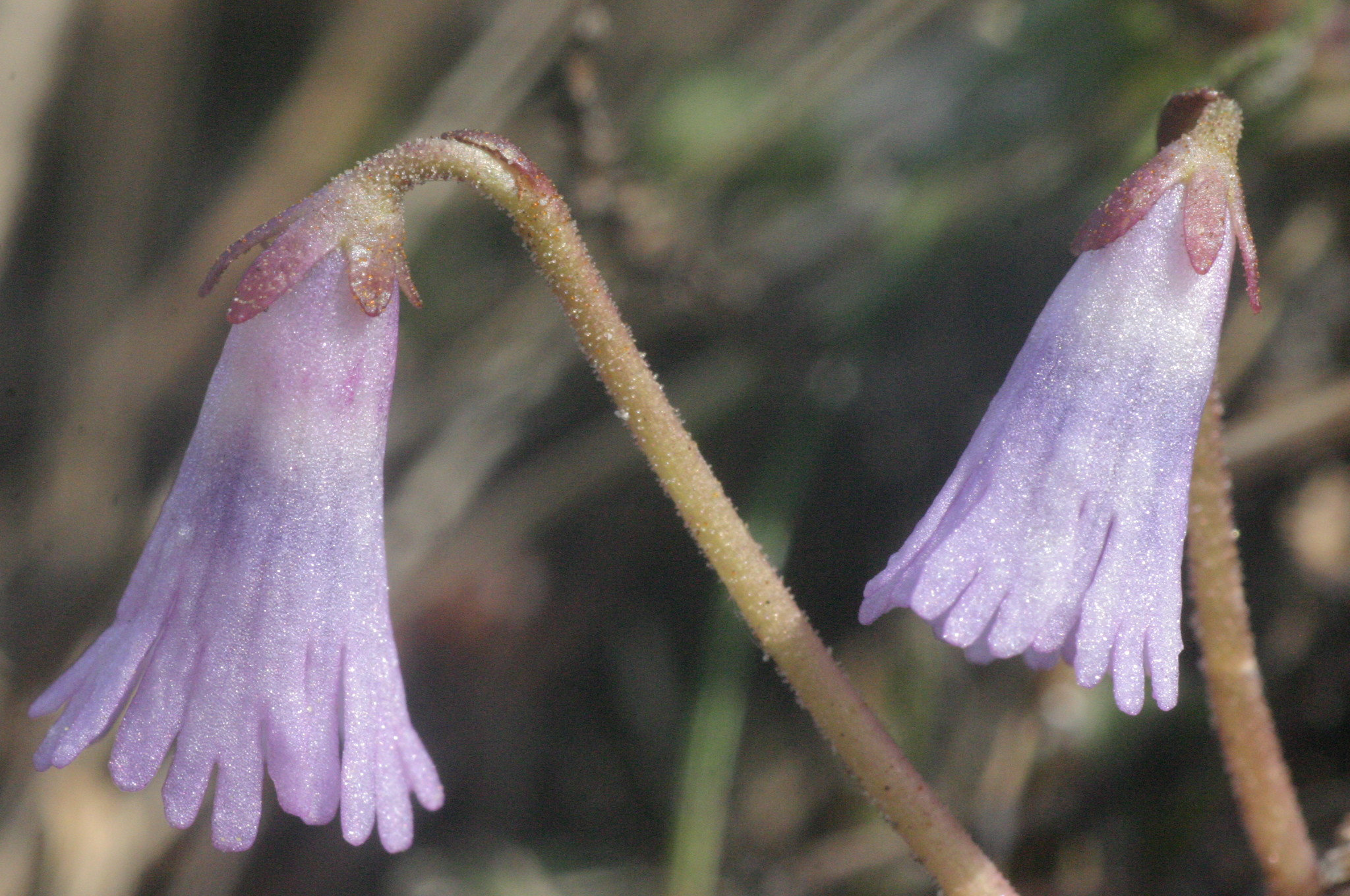
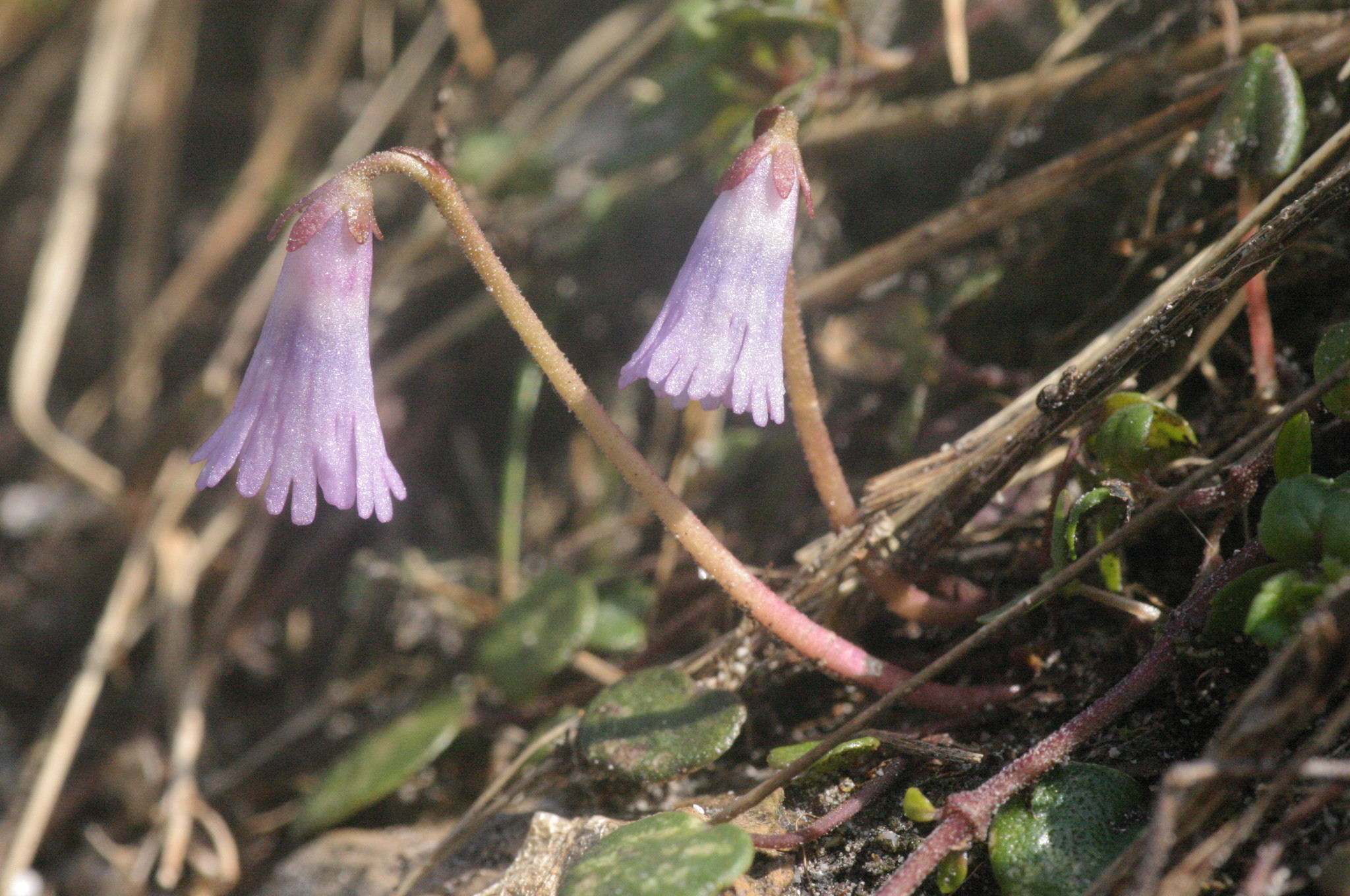